# Quercus venulosa
Quercus venulosa är en bokväxtart som beskrevs av William Willard Ashe. Quercus venulosa ingår i släktet ekar, och familjen bokväxter.
Artens utbredningsområde är Florida. Inga underarter finns listade i Catalogue of Life.